# Ronfleur
Ne doit pas être confondu avec Ronflement.
Un ronfleur est un dispositif sonore utilisé couramment dans les transports en commun afin d'avertir les usagers de la fermeture imminente des portes du véhicule. Son retentissement interdit la montée ou la descente du train, afin d'éviter qu'un voyageur ne soit coincé par les portes durant leur fermeture. Les trains récents disposent également d'un ronfleur retentissant durant l'ouverture des portes, différent du ronfleur de fermeture. Le terme ronfleur est issu du langage SNCF. 

## Fonctionnement
Les ronfleurs les plus anciens se composent d'une tonalité continue, émise par vibration d'une lamelle, ou au moyen d'un haut-parleur. Il est très commun dans les trains anciens, comme dans le Métro de Paris jusqu'au MP 05, les TGV Réseau ou encore les Autorail grande capacité. Il est également présent dans la plupart des tramways de type Citadis. Le ronfleur retentit généralement 3 secondes avant la mise en mouvement des portes, et se coupe dès lors. Certains trains plus récents prolongent le ronfleur jusqu'à fermeture complète des portes. La plupart du temps, le retentissement du ronfleur est accompagné d'un indice visuel au niveau des portes, comme une lumière orange ou rouge.
Afin d'améliorer l'accessibilité des transports, à partir de 2010 environ, les nouveaux ronfleurs deviennent progressivement une série de bips discontinus, que l'on retrouve, par exemple, sur le Régiolis. Certains trains sont également équipés d'un ronfleur à l'ouverture, informant aux malvoyants la possibilité d'ouvrir les portes. Le ronfleur d'ouverture est, le plus souvent, une alternance de deux bips différents. On retrouve ce système sur les Z 50000 du réseau Transilien, ou les MP 14 du métro parisien.
Enfin, une composition sonore répétée peut se substituer aux tonalités fixes. C'est le choix retenu pour les TGV récents. Les Regio 2N utilisent également ce type de ronfleur d'ouverture. 

## Particularités
Tous les trains ne sont pas équipés de ronfleurs. Par exemple, le Métro de New York fait appel à une annonce vocale préenregistrée. 
Les tramway sont généralement équipés de deux ronfleurs de fermeture: le premier retentit uniquement si la porte se ferme automatiquement car non empruntée. La porte peut alors être rouverte. Le second ronfleur signifie une fermeture définitive, commandée par le conducteur, en vue du départ. Il ne retentit pas si toutes les portes sont déjà fermées.
Les trains du métro de Paris permettent aux conducteurs d'accorder 3 à 10 secondes de ronfleur avant la mise en mouvement des portes. Au delà, le ronfleur s'arrête, ou, pour les trains plus anciens, continue indéfiniment. Par ailleurs, le terme "vibreur" est utilisé dans le langage RATP, en lieu et place de ronfleur.
Les trains du Métro de Berlin sont équipés d'un ronfleur continu jusqu'à mise en mouvement des portes, associé à un ronfleur discontinu qui ne s'arrête qu'à la fermeture des portes.
Les trains de type VAL sont dénués de ronfleurs: ce sont les portes palières qui sont équipées du dispositif.